# Balduin I. Jeruzalémský
Balduin I. (latinsky: Balduinus, francouzsky: Baudouin, německy: Balduin, anglicky: Baldwin, někdy zván jako Balduin Lotrinský, z Boulogne, z Bouillonu či z Flander, narozen mezi léty 1061 a 1066, † 2. dubna 1118, El-Aríš) byl jeden z prvních, kteří táhli do Svaté země ve znamení kříže, edesský hrabě a jeruzalémský král.
Byl jedním z feudálů, kteří se po clermontské výzvě papeže Urbana II. rozhodli k prvé křížové výpravě připojit a pevně se v Palestině usadit. Jako vůbec první z vojevůdců kruciáty se stal samostatným panovníkem – roku 1098 se ujal vlády v Edesse a přijal titul hraběte a o dva roky později, po předčasné smrti bratra Godefroie roku 1100, se stal druhým křižáckým vládcem Jeruzaléma a prvním, který přijal královský titul. Balduin jeruzalémský stát vnitřně i navenek upevnil a na konci jeho vlády bylo Jeruzalémské království pevným státním útvarem.
Ačkoli byl pravděpodobně homosexuál, třikrát se oženil. Neměl však legitimní potomky, kteří by ho přežili. Když se stal jeruzalémským králem (1100), jmenoval hrabětem z Edessy svého stejnojmenného příbuzného Balduina Le Bourg, jenž Balduina I. vystřídal i na trůně v Jeruzalémě.

## Mládí

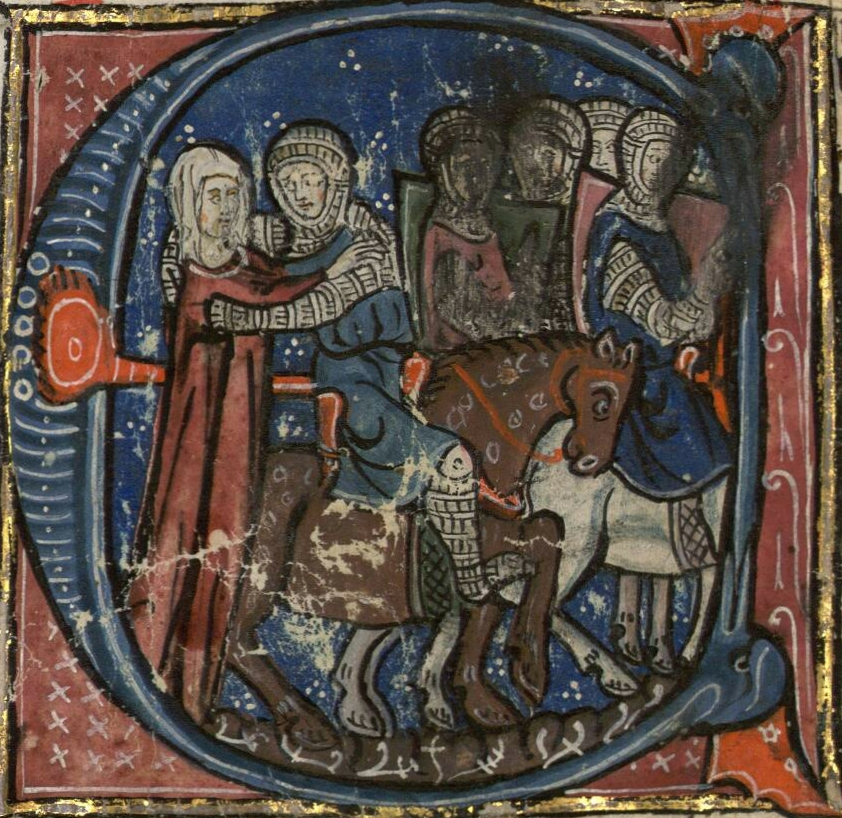
Rozloučení s matkou (středověká iluminace z Písně o Antiochii)

Balduin se narodil pravděpodobně po roce 1060 a pocházel z rodu vznešeného: jeho otec Eustach II. z Boulogne i matka Ida z Boulogne, dědička dolnolotrinského vévodství, byli z rodu Karla Velikého. Měl minimálně dva sourozence – bratry Eustacha a Godefroie. Podnikavý a energický Balduin byl nejmladším z bratrů a měl se stát duchovním – byl kanovníkem v Lutychu, Remeši a Cambrai. Před rokem 1086 se změnila jeho životní dráha a stal rytířem, protože již roku 1086 spolu s Eustachem organizoval pomoc pro Godefroie, jenž byl obléhán v pevnosti Stenay. V roce 1095 získal Balduin od verdunského biskupa hrabství Verdun (které Godefroi získal patrně po bitvě u Stenay, ale později jej biskupovi prodal). Téhož roku (1095) byla papežem Urbanem II. vyhlášena na clermontském koncilu první křížová výprava a krátce poté Balduin spolu se svými staršími bratry Godefroiem a Eustachem přijal kříž, který měli jako symbol jednoty účastníci výpravy přišitý na oděvech.

## Kruciáta
Na výpravu se vydal ve vojsku bratra Godefroie v létě roku 1096 i se svou první ženou Godverou a dětmi. Již při průchodu územím Uher Balduinova rodina posloužila jako rukojmí krále Kolomana, aby se křižáci v Uhrách nedopouštěli plenění. Koloman měl obavy, aby Lotrinčané neplenili jeho území po vzoru svých předchůdců. Po přepychové cestě s královskou družinou Balduin s rodinou a i s vojskem putoval přes Balkán směrem k Bosporu a po krátkém plenění vesnic na byzantském území vojsko dospělo 23. prosince 1096 před sídelní město byzantských císařů – Konstantinopol. Zde se objevily problémy, když Godefroi a Balduin odmítli složit byzantskému císaři Alexiovi I. Komnenovi lenní přísahu věrnosti, kterou vyžadoval a kterou do jeho rukou složil již jiný velitel křižáckého vojska, mladší bratr exkomunikovaného francouzského krále Filipa I. Hugo z Vermandois. Alexios reagoval zastavením dodávek potravin, Balduin odpověděl vypleněním předměstí Konstantinopole a zavražděním Pečeněhů (císařových vojáků, nomádského původu). Když se zastavení dodávek opakovalo, zaútočil Godefroi – pravděpodobně však z Balduinova podnětu – na Zelený čtvrtek 2. dubna 1097 na Konstantinopol. Město náporu odolalo a následující den byla k Lotrinčanům vyslána císařova delegace. Křižáci ji napadli, což přimělo císaře Alexia, aby opětoval útok, kterým křižáky zatlačil. Šlo o první ozbrojený střet mezi křižáky a Byzantinci.
Posléze byla lenní přísaha o Velikonocích roku 1097 do Alexiových rukou složena, později nebyla křižáky dodržována. Během skládání přísahy došlo k zajímavé situaci, kterou popisuje císařova vzdělaná dcera Anna Komnena:
| „              | Když se všichni shromáždili a když se dostavil i Godefroi, složila všechna hrabata přísahu. Jeden z šlechticů měl tu drzost, že si sedl na císařský trůn. Císař to snesl beze slova, protože už si dlouho byl vědom zpupnosti Latinů. Hrabě Balduin však přistoupil k šlechtici, vzal ho za ruku a s výčitkami jej odtamtud odvedl: „Něco takového jsi neměl dělat, zvláště když jsi císařovi složil vazalský slib. Byzantští císařové nejsou zvyklí na to, aby jejich poddaní v jejich blízkosti seděli. Ti, kdo se stali vazaly jeho císařského Veličenstva, musejí zachovávat zyvky jeho země“... | “ |
| — Anna Komnena | |   |

### Putování Malou Asií

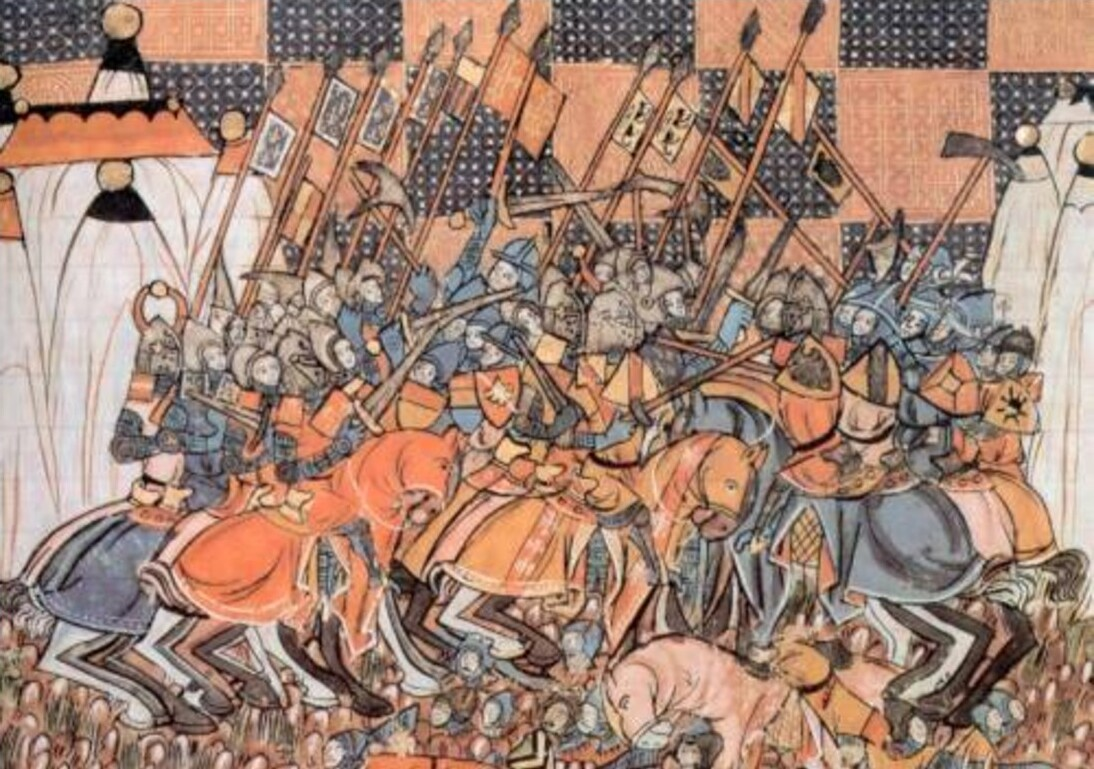
Bitva u Dorylea (středověká miniatura z přepisu díla Viléma z Tyru)

Po slavnostním obřadu byli křižáčtí velitelé Alexiem bohatě obdarováni a dopraveni do vojenského křižáckého tábora, ležícího na druhém břehu Bosporu. Poté se dne 6. května téhož roku Godefroiovo vojsko dostalo před město Nikaiu, ležící blízko křižáckého tábora u Nikomedie. Když se křižáci po půli druhého měsíce zápolení chystali k rozhodnému útoku, nad městem zavlály prapory císaře Alexia. Křižáci byli sice rozhořčeni, že jim byla odepřena kořist a triumf, ale nepřišli zkrátka, protože dostali velké dary jako podíl na dobytí města. Při obléhání Nikaie se Balduin seznámil s urozeným Arménem v byzantských službách jménem Bagrat, bratrem jednoho z arménských vládců, Kogh Vasila. Bargat měl pravděpodobně vliv na pozdější Balduinovu samostatnou cestu Taurem. Poté se vojsko rozdělilo na dvě části. V prvním sledu byli sicilští i francouzští Normané, Vlámové a kontingenty z Blois a Champagne doprovázení byzantským pomocným vojskem, ve druhém, vyrazivším o den později, byli Provensálci, vojska Huga z Vermandois a Lotrinčané (mezi kterými samozřejmě nechyběl Balduin). Obě vojska se setkala až u města Dorylaia, kde se křižáci 1. července utkali v první otevřené bitvě první kruciáty se Seldžuky. Křesťané měli zpočátku k dispozici pouze první voj. Když Turci zaútočili, velení se ujal Bohemund z Tarentu a okamžitě vyslal posly k druhé části vojska, aby si pospíšili. Zpočátku měli Turci převahu, ale na poslední chvíli se obě vojska konečně spojila a bezmocní Seldžukové byli zahnáni na útěk. Dále vojsko pokračovalo po staré byzantské vyprahlé cestě přes město Ikonion, kde se kontingenty konečně plně občerstvily, do Herakleie.

### Cesta za vlastním panstvím
Zde se cesty křižáckých vojsk rozdělily. Větší část vojska se rozhodla putovat delší, avšak bezpečnější cestou středem Malé Asie, menší oddíly Lotrinčanů a Normanů pod vedením Balduina, se kterým se na cestu vydal kromě 2000 pěšáků a asi 500 rytířů i Armén Bagrat a Balduinův příbuzný Balduin Le Bourg (avšak ne jeho choť a děti), a Normana Tankreda, synovce Bohemunda, knížete z Tarentu, se vydaly horskými průsmyky v Tauru.

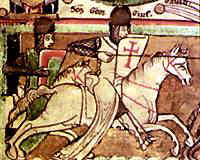
Křižácký rytíř (detail z Mapy Palestiny ze St. Bertin z 12. století)

Oba oddíly putující skrz průsmyky byly samostatné a jejich vůdci spolu moc dobře nevycházeli. Spor se přiostřil poté, co Tankred dobyl město Tarsos a Balduin ho vyhnal, poněvadž měl početnější vojsko než Tankred. Krátce po Balduinově příjezdu do Tarsu bylo před městem pobito asi 300 Normanů, příchozivších na pomoc Tankredovi, jež Balduin nepustil do města. Poté Balduin předal správu města pirátovi Guynerovi z Boulogne, který připlul v čele flotily křižáků z Evropy a který se prohlásil za jeho vazala. Z Tarsu se Balduin vydal za Tankredem. V Mamistře Tankred, patrně z popudu svého příbuzného Richarda ze Salerna, na Balduina zaútočil, ten ale jeho útok s přehledem odrazil. Oba křižáčtí vůdci se usmířili a každý šel svou cestou.
Balduin se nakrátko připojil k „hlavnímu“ vojsku, protože se dozvěděl o těžké nemoci své ženy a dětí. Po úmrtí svých nejbližších příbuzných Balduin táhl v čele asi sta jezdců a hrstky přidavších se bojechtivých Arménů dále na východ, kde získal několik pevností na pravém břehu Eufratu. V zimě roku 1097/8 k Balduinovi, dlícímu ve městě Turbesselu, přišli poslové z města Edessy, od místního vládce, kuropalata Thorose, dříve úředníka Byzance, toho času vazala Seldžuků a předložilo mu nabídku, pokud přitáhne k Edesse a vyžene Seldžuky, stane se Thorovým spoluvládcem a i nástupcem.

## Edesským hrabětem

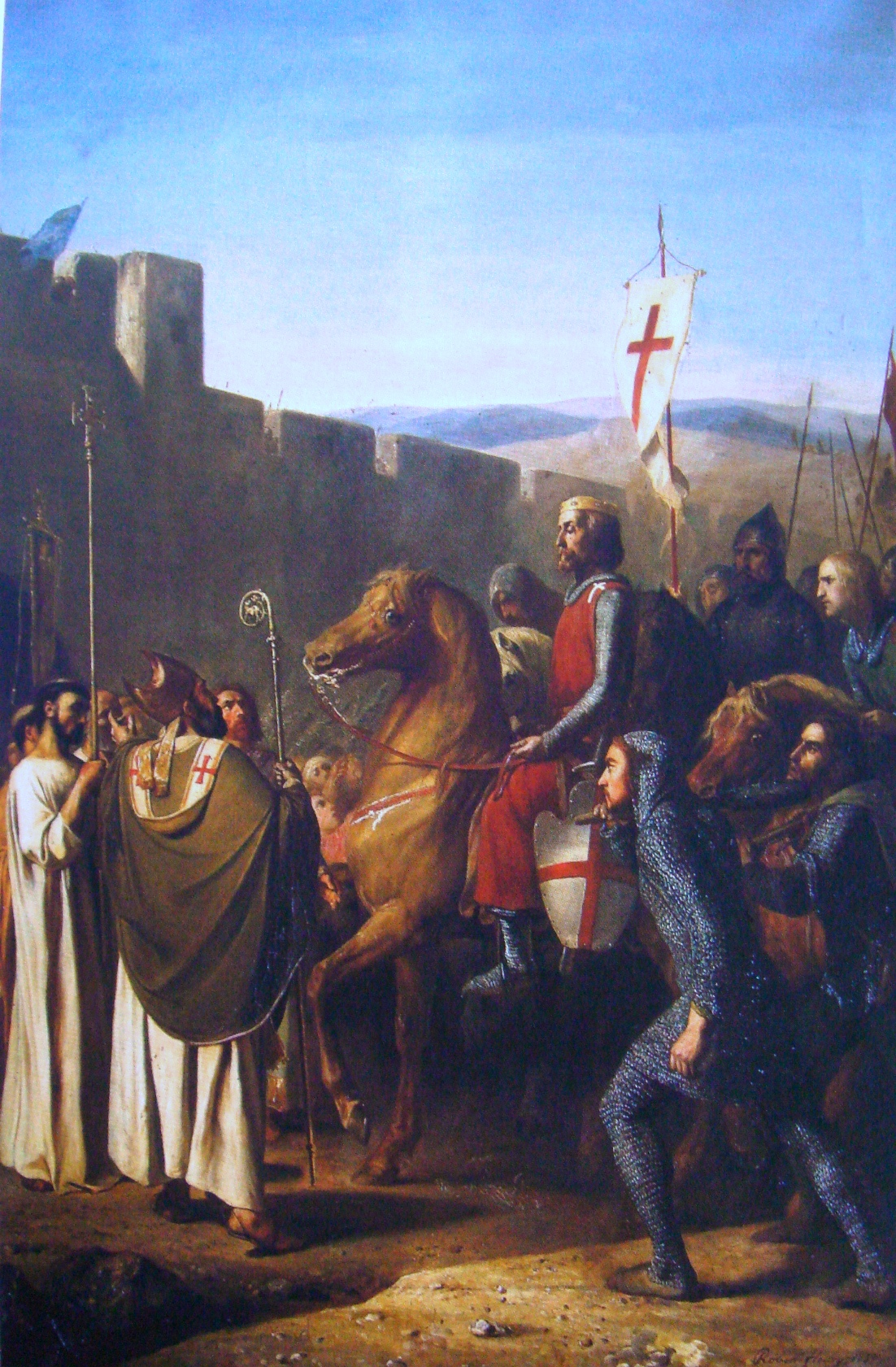
Balduin z Bouillonu vstupuje do Edessy (obraz J.-N. Roberta-Fleuryho z roku 1840)

Balduin byl pro přijetí Thorovy nabídky, ale jeho arménští rádcové nesouhlasili. Arméni nenáviděli Thorose proto, že byl ortodoxního vyznání, nikoli monofysitického jako většina Arménů a to mohlo Balduinovi přijít vhod. Odporující rádcové byli vyhnáni, Balduin nabídku přijal a 6. února roku 1098 se dostavil do Edessy jako spoluvladař a následník trůnu. Thoros se však rozhodl Balduina adoptovat, ke slavnostnímu, pro křesťana nezvyklému obřadu došlo ještě téhož dne. Při ceremoniálu byli Balduin a Thoros svlečeni do pasu a pod košilí třeli nahou hrudí o hruď. Stejnou proceduru Balduin zopakoval se svou adoptivní matkou. Poté se Balduin vydal na výpravu na sever od nového sídelního města, k městu Samosatum, avšak tažení nemělo úspěch.
| „                 | Poté, co se hrabě [Balduin] vrátil do Edessy, našli se zrádci, špatní rádci, kteří se s ním spikli, aby zahubili Thora. Ten si zajisté zdaleka nezaslouží takový osud poté, co vykonal tolik služeb pro město. (...) Čtyřicet spiklenců, kteří se sdružili k tomuto Jidášovu dílu, se v noci odebralo k Balduinovi, bratru Godefroie, a když jej zasvětili do svých zločinných záměrů, slíbili mu vydat Edessu. Balduin jim dal svůj souhlas... | “ |
| — Matouš z Edessy | |   |

Na počátku března se Arméni pokusili Thora zajmout. 7. března zaútočili a Thoros žádal o pomoc svého adoptivního syna. Balduin slavnostně přísahal, že Thorovi neublíží. Kuropalat přislíbil, že odejde z města. Balduin jej nechal zavřít v paláci, a když se Thoros pokusil o útěk, byl davem na ulici 8. března, či spíše 9. března roku 1098 roztrhán. Dne 10. března se k Balduinovi dostavili zástupci Edessy s prosbou, aby se zde ujal vlády. Balduin nabídku přijal a získal své vlastní panství jako první z velitelů výpravy a tituloval se jako hrabě z Edessy. Jednal jako suverén a porušil lenní přísahu byzantskému císaři Alexiovi I., jelikož Edessa a okolí byly původně na byzantském území. Balduin poté sobě podřídil státní aparát: na některá místa dosadil lotrinské rytíře, někde ponechal sobě oddané Armény a ty úředníky, kteří jej nepodporovali, si koupil. V květnu roku 1098 oblehl Edessu mosulský atabeg Körburgha, avšak po třech týdnech marné snahy přestal útočit a odtáhl k Antiochii, kterou 3. června dobyla zbylá křižácká vojska. Körburgha Antiochii oblehl až 9. června a šest dnů, jenž hlavnímu kontingentu poskytl Balduin třítýdenním zdržením Körburghy, stačily křižákům ke zformování se a Körburghův útok stejně jako Balduin odrazili dne 28. června 1098.

### První kroky samostatného vládce a druhý sňatek

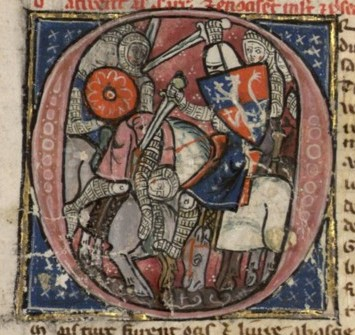
Balduin bojuje s Turky (středověká iluminace z Písně o Antiochii)

Za zlato nashromážděné svým předchůdcem mohl Balduin od seldžuckého emíra Balduka, který vstoupil do Balduinových služeb, koupit město Samosatum, kde bylo mj. i velké množství křesťanských vězňů, jejichž osvobození mu přineslo mezi místními křesťany popularitu.
Balduin se patrně roku 1098 oženil s urozenou Arménkou, která je v literatuře obvykle nazývána Arda (ač pro toto jméno chybí opora v pramenech), dcerou jakéhosi Arména Thatula, a svým rytířům doporučoval totéž. Byla to součást Balduinovy politiky splynutí s místním obyvatelstvem a s tím souvisejícím posílením vlivu křižáků.
V téže době požádal turecký vládce města Serudž Balduina o vojenskou pomoc proti vzbouřencům a Balduin vyhověl. Baldruk jenž byl vyslán proti Serudži, však neplnil Balduinovy pokyny, a tak byl popraven. Balduin město získal a ponechal islamistům volně přístupnou mešitu. Tento čin svědčil o jeho politické prozíravosti, která však u některých Balduinových soukmenovců nedošla pochopení. Ještě roku 1098 Balduin odhalil spiknutí namířené proti své osobě. Povstalci chtěli místo Balduina dosadit jeho arménského tchána a byli potrestáni po evropském způsobu:
| „                   | Když o tom přesvědčil přední obyvatele, nechal Balduin jedněm usekat nohy, jiným ruce, dalším nosy a uši, několika pak uřezat jazyky a rty; všichni byli krom toho podrobeni eunušskému zmrzačení [kastraci] a posláni do vyhnanství na všechny strany... | “ |
| — Guibert z Nogentu | |   |

Následujícího roku, dne 15. července 1099 křesťané dobyli Jeruzalém, a Balduinův bratr Godefroi se stal prvním latinským vládcem Jeruzaléma. Na sklonku téhož roku (1099) se Balduin vydal oslavit Vánoce do Svatého města, kde se také setkal se svým bratrem Godefroiem.
V létě (v srpnu či v září) roku 1100 byl Bohemund zajat Turky na cestě do města Meliténé. V důsledku Bohemundova zajetí podnikl Balduin výpravu na sever, která ovšem byla pouze obranná. Po návratu do Edessy byla však Balduinovi oznámena nešťastná zpráva.

## Jeruzalémským králem

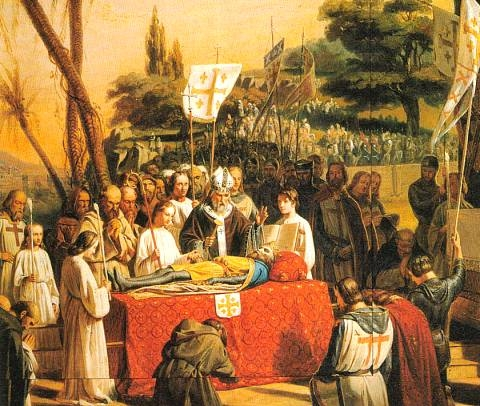
Smrt Godefroie z Bouillonu (Salles des Croisades ve Versailles, 1839–1842)

Dne 18. července 1100 zemřel v Jeruzalémě po krátké nemoci Godefroi. Veškeré vojsko i s patriarchou Daimbertem z Pisy bylo v ležení před přístavem Haifa a ve městě zbyla jen Godefroiova osobní stráž. Její vážně nemocný velitel Warner z Grey poslal k Balduinovi posly se žádostí, aby se dostavil do Svatého města a se svými vojáky obsadil Davidovu věž. Zpráva o Godefroiově skonu našla cestu i ke lstivému jeruzalémskému patriarchovi, který poslal vzkaz svému spojenci Bohemundovi do Antiochie se žádostí, aby přijel do Svatého města a zároveň zakazoval Balduinovi vjezd do Jeruzaléma. Vzkaz se k Bohemundovi nikdy nedostal.
| „                     | Když tedy ohlášeno bylo pánu Balduinovi, že veškeren lid jerusalémský ho očekává jakožto dědice království, aby se uvázal v knížectví, on lituje poněkud smrti bratrovy, ale více se raduje z dědictví, vzav radu, pronajal zemi svou, kterou držel, a svěřil jakémus Balduinovi hraběti, příbuznému svému [Balduinovi Le Bourg]. A sebrav svou hrstku vojska, asi dvě stě rytířův a pěších sedm set, vydal se dne druhého října do Jerusaléma... | “ |
| — Fulcher ze Chartres | |   |

Při zastávce v Antiochii, kde byl nadšeně přivítán, bylo Balduinovi patrně nabídnuto regentství za zajatého Bohemunda. Dosavadní edesský hrabě však odmítl a vydal se dál jižním směrem. Cestou byla Balduinova skrovná armáda přepadena Saracény; po urputném boji nedaleko Psí řeky (v blízkosti města Bejrút) se Balduin dočkal vítězství. Během cesty k Jeruzalému, muslimští vládci pobřežních měst (Akkonu, Bejrútu, Tyru a Sidonu) přinášeli Balduinovu vojsku – prý ze strachu – zásoby potravin. V Jaffě byl Balduin přivítán již jako vládce a patrně 9. listopadu přibyl do Jeruzaléma, kde byl přiveden do Chrámu Božího hrobu. Ve Svatém městě se pevně chopil moci a prohlásil se – na rozdíl od svého bratra – dne 11. listopadu králem. Ještě v půli listopadu se vydal se svým vojskem k Mrtvému moři, ale 21. prosince byl již zpět v Jeruzalémě. Na svátek narození Páně téhož roku (25. prosince roku 1100) byl patriarchou Daimbertem, s nímž se usmířil, v Betlémě korunován prvním králem jeruzalémským. Usmířil se také s Bohemundovým synovcem Tankredem, který stejně jako Daimbert usiloval o vládu v Jeruzalémě – ustanovil ho regentem zajatého Bohemunda (v březnu 1101) a za to od něj obdržel Galileu, kterou obratem udělil Hugovi ze Saint-Omer.

### Boje sEgyptem, dobývání muslimských přístavů

Křižácké státy v Levantě roku 1102

Mladé království nebylo ještě úplně zabezpečeno, zejména při pobřeží, mnoho účastníků výpravy se po dosažení cíle v podobě dobytí Jeruzaléma vydalo zpět do vlasti a s Balduinem zůstalo odhadem dvě stě rytířů a tisíc pěšáků. Do Levanty se v letech 1100–1101 vydalo několik pomocných výprav, z nichž do cíle však dospěl jen nepatrný zlomek mužů. I přesto se postupně zvyšoval počet osadníků díky pomoci flotil italských městských států a přicházejícím poutníkům.

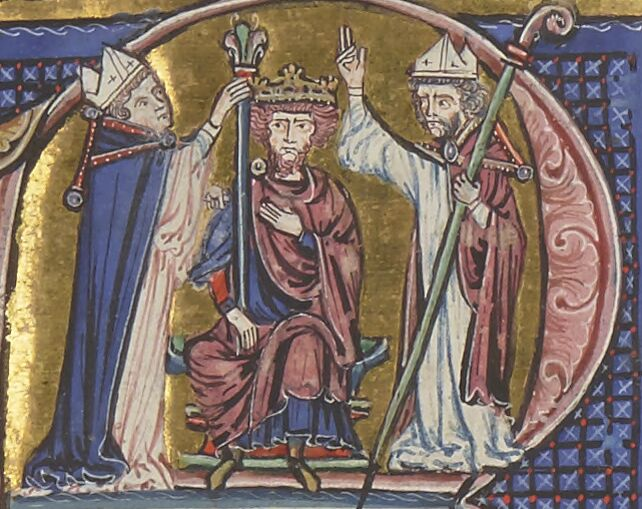
Korunovace Balduina jeruzalémským králem (středověká iluminace z Historie zámoří)

Krátce po své korunovaci Balduin zaútočil na bohatý arabský kmen, kde pobil spoustu mužů a ženy a děti přikázal zajmout. Mezi zajatci byla i těhotná žena jednoho z šejchů, která posléze byla Balduinem propuštěna, a když ji její manžel našel, pospíchal za králem, aby mu poděkoval. Jižní hranice království však byly ohrožovány nájezdy Egypťanů, kteří v letech 1101–1105 podnikli několik útoků na Balduinův stát. Roku 1101 se Balduin zmocnil nátlakovou dohodou za pomocí janovských lodí města Arsúf a téhož roku dobyl Caesareu. Egypťané se však formovali k útoku a s mnohem větším vojskem (prý s více než třiceti tisíci muži; Balduinova armáda čítala údajně devět set pěšáků a asi 260 rytířů), než jakým disponoval Balduin, zaútočili na křižáky. Ti velkou přesilu Egypťanů 9. září roku 1101 u Askalonu porazili. Tím Balduinovo vojenské štěstí skončilo, byť jen nakrátko…
| „              | A nakonec v radžabu (květen 1102) se vydalo k Askalánu [Askalonu] egyptské vojsko, aby zabránilo Frankům zmocnit se posledních zbytků egyptského panství v Sýrii. Když se o tom dozvěděl Balduin, pán Jeruzaléma, vyrazil proti nim se sedmi sty rytíři a zaútočil na ně. Ale Bůh přiřkl vítězství muslimům a Frankové byli s velikými ztrátami poraženi. Balduin uprchl a ukryl se v rákosí. Muslimové je však zapálili a oheň ho začal ohrožovat. Podařilo se mu uprchnout do ar-Ramly [Ramly], ačkoli byl pronásledován muslimy… | “ |
| — Ibn al-Athír | |   |

Balduin se dostal z předem ztracené pevnosti do Arsúfu, kde se setkal z Hugem z Tiberiady, jenž přibyl do Arsúfu i s rytířstvem. Z Arsúfu se vydal do Jaffy, před kterou se mezitím rozbil tábor muslimů. Nakonec Balduin Egypťany s pomocí především anglických lodí porazil a zvýšil tím svůj respekt ve Svaté zemi. Při obraně Ramly zahynulo mnoho křesťanských rytířů, mezi nimi i Štěpán z Blois, jeden z vůdců první křížové výpravy.
Balduin měl rozpory s patriarchou Daimbertem, který byl u krále pro svou proantiochijskou a protikrálovskou politiku v Jeruzalémě velmi neoblíben. Daimbert byl obviněn z proradnosti a z pokusu zavraždit krále, nakonec se však s Balduinem, který nutně potřeboval finance, usmířil a nabídl mu úplatek. Balduin návrh přijal a nechal záležitost být a patriarcha i nadále strojil úklady proti králi. Nakonec jej zničila nenasytnost. Přisvojil si totiž dar jednoho z normanských hrabat v Itálii, z něhož měl část dostat král na výplatu vojákům. Daimbert byl po prozrazení na Balduinovo naléhání na zasedání církevních hodnostářů dne 8. října 1102 sesazen. V jeho pokladně bylo objeveno 20 000 byzantiů, což výrazně ulehčilo Balduinovi s finančními starostmi. Na Daimbertovo místo byl posléze dosazen Evremar z Chocques.
V této době se rozostřil spor mezi císařem Alexiem a antiochijským Tankredem a Balduin se po vzkazu od Alexia přiklonil na stranu Byzance. Na jaře 1103 se Balduin poprvé pokusil dobýt nejlepší přístav v Palestině, Akkon. Útok nebyl úspěšný a král se stáhl zpět do Jaffy. Téhož roku (1103) byl vážně zraněn, rána šla zezadu k srdci; po léčení se však uzdravil. Na jaře příštího roku – 1104 – Balduin podruhé udeřil na Akkon.
| „                     | Roku tisícího stého čtvrtého, když minula zima a s rozkvetlejším jarem oslavili jsme v Jerusalémě Velikonoce, král Balduin sebrav svůj lid táhl k Akku [Akkonu] a znovu jej oblehl. Na pomoc přišli Janovští s loďstvem sedmdesáti zobcovitých lodí. A když byli stroji a častými útoky dvacet dní na město kolem dokola doráželi, Saraceni velmi ustrašení chtějíc nechtějíc vydali je králi. Byloť nám ho velmi potřebí, neboť jest v něm přístav tak užitečný, že mezi pevnými hradbami pojme bezpečně přemnoho lidí. (...) Když takto města bylo dobyto, mnoho Saracenů zabili, některé zůstavili naživu, všecky věci jejich zabrali. | “ |
| — Fulcher ze Chartres | |   |

Tehdy se ještě vyhrotil vypjatý spor mezi králem Balduinem a Tankredem, když byl Balduin Le Bourg zajat muslimy a jeho spolubojovník Bohemund se místo toho, aby pomohl svému spojenci, raději stáhl, ačkoli se hrabě z Edessy předtím podílel na vykoupení Tankredova strýce Bohemunda ze zajetí Danišmendovců Normanům sice byla nabídnuta výměna Balduina Le Bourg za seldžuckou princeznu, ale Normané si vzali výkupné a Tankred obsadil Edessu.
Balduin byl z jihu i nadále ohrožován Egypťany, kteří proti němu roku 1105 vypravili velmi silné a početné vojsko, které se nejdříve zastavilo ve městě Askalon. Balduin nejdříve svolal své vojáky do Jaffy a vydal se k Ramle. Egyptská armáda čítala asi 15 000 pěších a jezdců, Balduin měl k dispozici méně než 2 500 vojáků. Když se k Frankům připojil se svou armádou mladý následník trůnu z Damašku jménem Irtaš, byly šance křesťanů větší a nakonec byli v bitvě 27. srpna 1105 u města Ramly Egypťané poraženi. Křesťané utrpěli těžké ztráty, a proto nepokračovali v pronásledování prchajícího vojska islamistů. Touto porážkou Egypťanů byly jižní hranice království zabezpečeny. Egypťané se sice dále pokoušeli proniknout do vnitrozemí, žádného výraznějšího úspěchu však nedosáhli. V letech 1106 a 1108 se král pokusil dobýt přístav Sidon, ale nebyl úspěšný.

### Dobývání dalších pobřežních měst a boj s muslimy

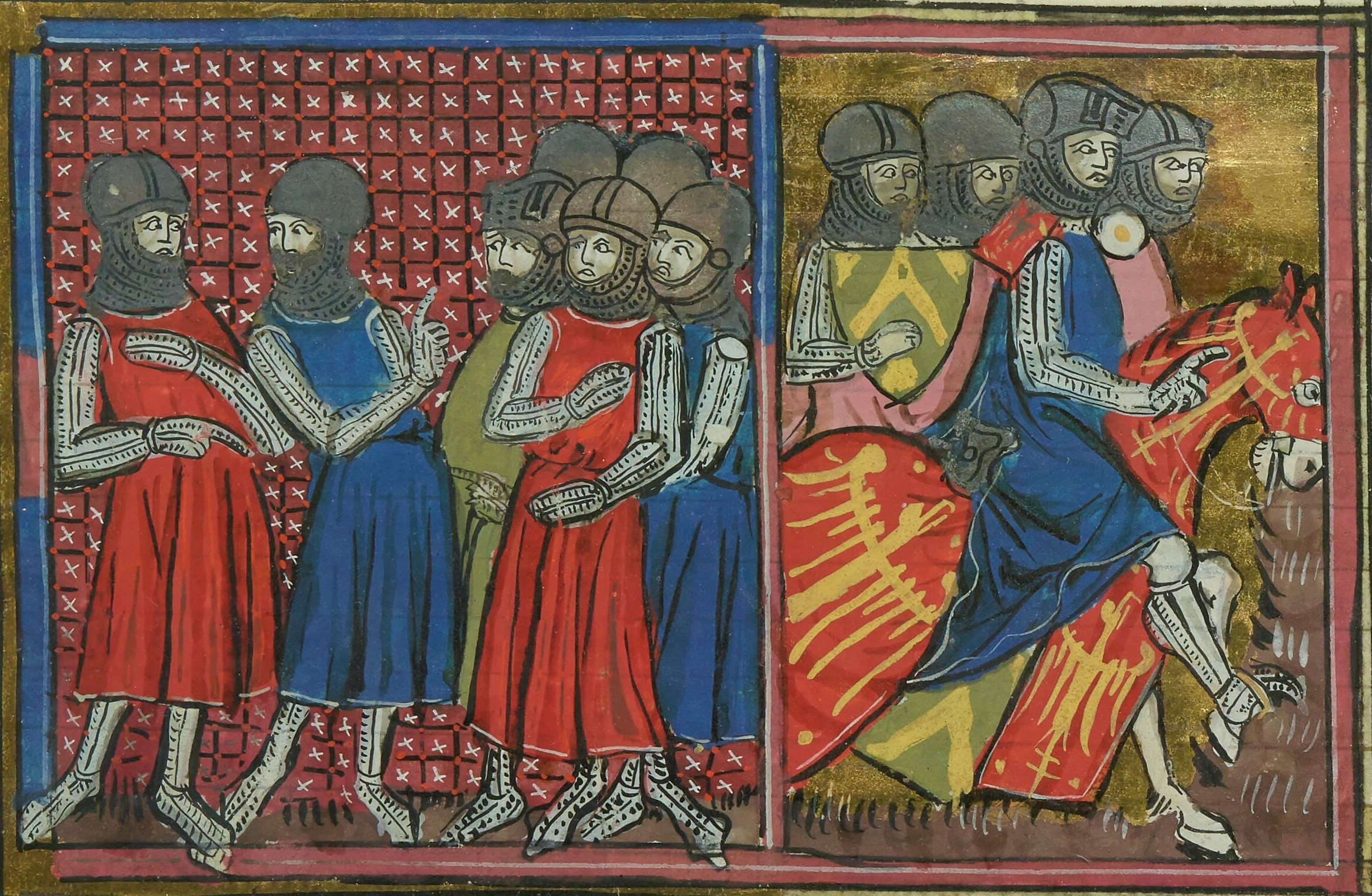
Balduin Jeruzalémský (středověká iluminace z Románu o Godefroiovi z Bouillonu)

V únoru roku 1105 zemřel jeden z vůdců kruciáty, Raimond ze Saint-Gilles. Jeho nástupcem se ve Svaté zemi a tripolským hrabětem se stal nemanželský syn Bertrand, jenž připlul z Francie. Fakt, že se Bertrand objevil v Levantě jako Raimondův dědic, byl příčinou nového sváru mezi křesťanskými vůdci. Na jedné straně stál právě připluvší Bertrand, na druhé Vilém Jordan z Cerdagne, syn Raimondovy sestřenice, jenž po Raimondově smrti převzal pozici velitele obléhání Tripolisu. Situaci nakonec musel řešit Balduin; přijel k Tripolisu a v jeho táboře se Bertrand s Vilémem Jordanem usmířili – Bertrand se ujal otcova dědictví, Vilém byl odškodněn městem Tortosa.
Krátce poté bylo 12. července 1109 dovršeno úsilí hraběte Raimonda: po šestiletém obléhání byl dobyt Tripolis a stal se hlavním městem hrabství, které podléhalo králi Balduinovi, jehož prestiž se opět zvýšila.
| „                 | ...dokázali to pomocí bojových věží, které přivezli ke hradbám. Když obyvatelé viděli jejich přesilu, zavládla mezi nimi panika a rázem si byli jisti svou porážkou. Ztratili odvahu a kvůli zpoždění egyptské flotily ze zásobami a posilami zachvátilo je zoufalství. (…) Frankové ještě zesílili obléhání a dobyli město útokem na hradební věže. (…) Město bylo vyrabováno, muži zajati, ženy a děti odvedeny do otroctví. Do rukou vítězů spadlo nevyčíslitelné bohatství v šatstvu a drahocennostech, kodexy místní knihovny, cenné předměty a poklady patřící urozeným z tohoto města. Místodržící pevnosti a jeho vojáci měli volný průchod, neboť již dříve požadovali volný odchod. (...) Obyvatelstvo však bylo ponecháno osudu, bylo oloupeno o majetek a vyrabovány poklady ze skrýší, k čemuž docházelo pomocí bolestivého mučení… | “ |
| — Ibn al-Qalánisí | |   |

V únoru roku 1110 Balduin s pomocí Bertranda zaútočil na město Bejrút. Přístavní město bylo obleženo z moře i z pevniny. Později přišel – kromě Janovanů – obléhatelům na pomoc Joscelin z Courtenay, bratranec a vazal edesského hraběte Balduina Le Bourg, a navzdory připlutí egyptských lodí s potravinami bylo město 13. května 1110 dobyto a zcela zničeno. Křesťané zmasakrovali bránící vojsko i s místodržícím, obyvatele okradli a prodali do otroctví.

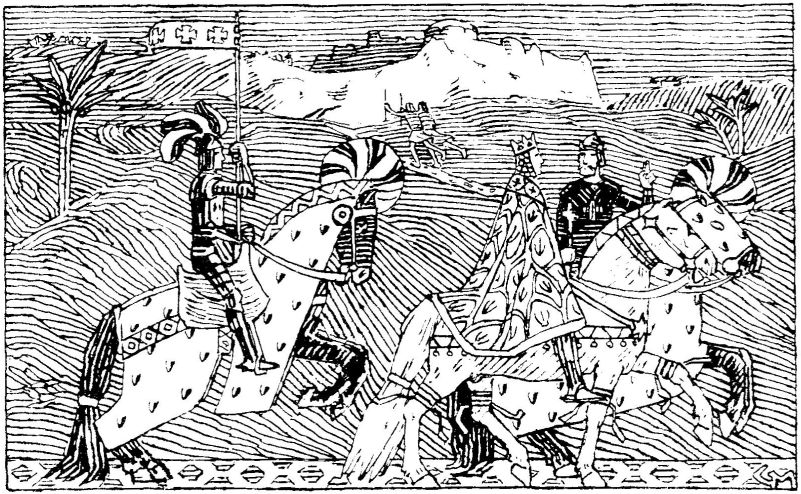
Balduin I. a norský král Sigurd (ilustrace Gerharda Munthea)

Po návratu do Jeruzaléma se Balduin téhož roku vydal na pomoc Edesse, kterou obléhal mosulský atabeg Maudúd. Spolu s ním táhli na pomoc Balduinovi Le Bourg také Bertrand Tripolský a Arméni Kogh Vasil a abu-l-Gharib. Muslimové, kteří upustili při spatření jeruzalémské armády od obléhání, se neodvažovali postavit se křesťanům v otevřeném boji. Balduin předal obyvatelům Edessy, jejíž okolí Turci vyplenili, potraviny a vrátil se, snad také v předtuše vpádu Egypťanů, zpět do Jeruzaléma. Cestou zpět bylo několik králových vojáků Turky zajato.
Ještě téhož roku (1110) Jeruzalém jako poutník navštívil norský král Sigurd I., který se také zúčastnil Balduinova obléhání Sidonu. Balduin původně hodlal zaútočit na Askalon, nakonec na 19. října 1110 vzal útokem Sidon. Když obléhaní viděli marnost odporu, vyslali zástupce, kteří se vydali jednat s křesťany o kapitulaci. Žádali ušetření obyvatel a volný odchod do Damašku. 4. prosince 1110 bylo město vydáno Balduinovi, který ustanovil v Sidonu vládu a poté se vrátil do sídelního města.
Příštího roku (1111) se Balduin opět vydal na pomoc severním státům, tentokráte bylo muslimskou koalicí obleženo město Turbessel a Tankreda ohrožoval aleppský vláce Ridván. Na výpravu se spolu s králem vydal tripolský hrabě Bertrand ze Saint-Gilles. Tažení mělo však spíše výstražný charakter a když došly kontingentu potraviny, vrátili se zpět.
Na konci roku 1111 se Balduin rozhodl zaútočit na přístav Tyros, poslední výspu muslimského panství na palestinském pobřeží. Když zjistil, že damašský atabeg Tughtikin spěchá městu na pomoc, snažil se útok urychlit. Dobývání začalo na sklonku listopadu roku 1111.
| „                 | Do města [Tyru] přijíždělo i mnoho dobrovolných pěších bojovníků z okolí hory Ámil, stejně jako z Damašku, zatímco atabeg [Tughtikin] posílal další posily. Když se na druhé straně Balduin dozvěděl o spojenectví mezi atabegem a Tyrem, spěchal a zaútočil na město s veškerou silou dvacátého pátého dne první džumády roku 505 (29. listopadu 1111). Přikázal pokácet stromy a palmy a postavit trvalá obydlí přímo pod hradbami. Pak na město několikrát zaútočil, aniž by dosáhl nějakého výsledku. Říkalo se, že obránci Tyru za pouhý den bojů vystřelili dvacet tisíc šípů. (…) Stavba dvou věží a jejich vnitřního vybavení trvala asi sedmdesát pět dní. Desátého ša'bánu (11. února 1112) je [Frankové] rozhýbali a dovezli ke hradbám. Okolo věží se rozpoutala bitva… | “ |
| — Ibn al-Qalánisí | |   |

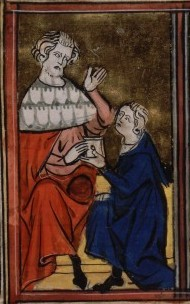
Král Balduin přijímá posla (středověká iluminace z Románu o Godefroiovi z Bouillonu)

Tyros se bránil velmi houževnatě a dlouho. Výdrž se muslimům nakonec vyplatila; Balduin musel někdy na počátku jara roku 1112 odtáhnout s nepořízenou do Akkonu.
Příštího roku (1112) zemřel Balduinův věrný spojenec a vazal Bertrand, hrabě tripolský. Jeho nástupce Pons z Tripolisu se naopak přátelil s Tankredem, princem galilejským a regentem antiochijským, který však zemřel téhož roku.
Následujícího roku (1113) se král Balduin s vojskem potřetí vypravil na sever proti Turkům, kteří se vydali ke Galilejskému jezeru. Na jihu jezera spatřilo královo vojsko asi 500 muslimů a začalo islamisty pronásledovat a tehdy bylo napadeno zbývajícími čtyřmi pětinami saracénského vojska ze zálohy; křesťané byli poraženi (28. června 1113) a dali se na útěk. V bitvě zahynulo asi 30 jeruzalémských rytířů a 1200 pěších vojáků. Po doplnění oddílů posilami z Antiochie a z Tripolisu, postavilo se ještě jednou proti Turkům; tentokrát však k bitvě nedošlo.

### Třetí sňatek
Království jeruzalémské bylo zabezpečeno, avšak nebyla zabezpečena vláda rodu z Boulogne, neboť Balduin neměl se svou druhou ženou Ardou potomky. Proto manželku zapudil. Jako třetí žena byla králi vybrána Adelheida del Vasto, vdova po sicilském hraběti Rogerovi I. (zemřel 1101) a matka Rogera II. Adelheida byla králi doporučena částečně proto, že byla považovaná za nejbohatší nevěstu ve Středomoří a částečně proto, že by tím mohl Balduin získat významného spojence – vládnoucí sicilské Normany. Sňatek se slavil v Akkonu roku 1113 a nevěstino věno posloužilo k zaplacení královských dluhů. Toužebně očekávané početí následníka se nezdařilo a král, považovaný papežem Paschalisem II. za bigamistu, posléze dal na naléhání jeruzalémského patriarchy Arnoula z Chocques a Adelheidu zapudil.
| „                     | Když se blížil konec roku [1116], králi přikvačila nemoc a poněvadž se obával smrti, propustil ženu svou (...) sicilskou totiž hraběnku jménem Adelaidu, poněvadž neprávem ji byl pojal, ana žila ještě manželka jeho, kterou dříve zákonitě byl pojal u města Edessy. | “ |
| — Fulcher ze Chartres | |   |

Návrat zklamané Adelheidy, jež opustila Palestinu 25. dubna roku 1117, na mnoho let poznamenal vztah mezi sicilskými panovníky a křižáckými státy.

## Poslední léta, smrt a dědictví

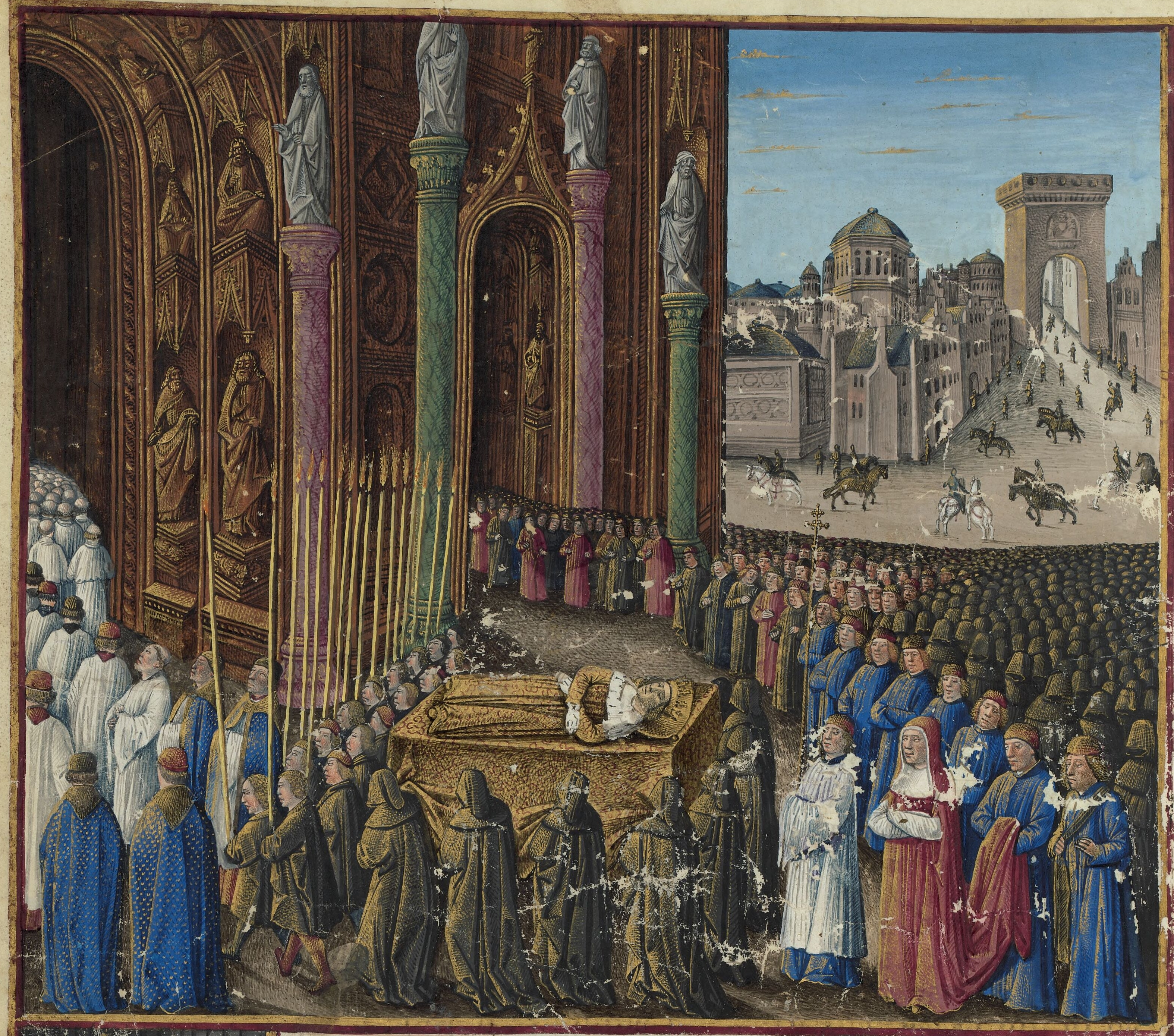
Pohřeb krále Balduina I. (detail miniatury v Zámořských cestách Franků proti Turkům a ostatním Saracénům a Maurům ze zámoří od Sebastiena Mamerota)

Roku 1115 se na severu opět objevili Turci a utábořili se u města Chezar, jež leží mezi Antiochií a Damaškem. Podle dohody, uzavřené králem Balduinem s antiochijským regentem Rogerem a s damašským vládcem Tughtikinem, se král připravil k boji a vytáhl na sever, kde na něj již čekali spojenci. Příjezdem Balduinova vojska byli Turci zastrašeni a stáhli se; stejně učinil i král se svou armádou a odjel do Tripolisu. Absence králova vojska využili muslimové z Aksalonu a oblehli přístav Jaffa. Obyvatelům přístavního města se nadvakrát podařilo útok odrazit.
V následujících letech Balduin zabezpečoval jižní – egyptskou – hranici svého království stavbou hraničních pevností a roku 1118 se rozhodl vydat na výpravu proti Egyptu. Přestože jeho vojsko čítalo jen 400 pěšáků a 216 rytířů, bylo tažení zpočátku úspěšné; Egypťané se totiž Balduina báli. Dostal se až k Nilu, avšak tam těžce onemocněl...
| „                     | ... král pocítil, že se mu obnovuje pálení v jeho staré zacelené ráně a vzmáhá se v ukrutnou bolest. Svěřil se s tím hned svým druhům a všickni jati byli vroucí útrpností a zarmoutili se a vzrušili. Ustanoveno vrátiti se, a poněvadž král nemohl jeti, přistrojili mu nosítka ze stanových tyčí a položili ho na ně. A jak hlasatel dá znamení na roh, veleno vykročiti k Jerusalému... | “ |
| — Fulcher ze Chartres | |   |

Do Jeruzaléma však nedospěl, skonal na jižních hranicích v malém městečku El-Aríš dne 2. dubna 1118. Byl pochován na Květnou neděli dne 7. dubna 1118 v bazilice Božího hrobu. Jeho třetí žena ho přežila jen o dva týdny.
Balduinova smrt nezpůsobila žádné vážnější otřesy královské moci, také snad díky rychlé volbě nového krále. V úvahu připadali dva kandidáti: Eustach III., Balduinův nejstarší bratr, který však dlel na evropském kontinentě, a v Levantě žijící edesský hrabě Balduin Le Bourg. Hrabě Eustach, nejbližší příbuzný zesnulého krále, se velmi neochotně vydal na cestu do Svaté země. V Apulii ho však dostihla zpráva o událostech v Jeruzalémském království. Druhý kandidát, Balduin Le Bourg, totiž přijel v den pohřbu Balduina I. do Jeruzaléma, kde ho královská rada zvolila na doporučení Joscelina z Courtenay nástupcem zesnulého pod jménem Balduin II. Štěstím pro království bylo, že nový král nebyl slabé nátury, vládl velkou autoritou a rozhodl se pokračovat v politice svého předchůdce a zakladatele království Balduina I.

## Hodnocení vlády
Zdá se, že Balduin zrovna nepřekypoval náboženským nadšením a hlavním motivem jeho účasti na křížové výpravě byla především snaha o získání majetku ve Svaté zemi, což dokázal svým odklonem od hlavního voje křižáckého vojska a následným založením hrabství Edessa, které se stalo prvním z východních latinských států.
Na rozdíl od svého zbožného předchůdce Godefroie byl velice schopným vládcem bez skrupulí a prosazoval smíšená manželství svých mužů s domácím obyvatelstvem. Zatímco Godefroi dával svým rytířům jako léno renty z výnosů trhů, měst či přístavů, zavedl energický Balduin v Levantě základní prvky feudalismu jako kastelánství, hrabství, baronství a rytířská léna a vytvořil v Jeruzalémském království pevnou monarchii.

## Odkaz v literatuře a umění
První kruciáta byla mezi kronikáři velmi oblíbena. Události tohoto významného střetnutí různých kultur zaznamenávali jak současníci výpravy, tak i pozdější kronikáři. Mezi nejvýznamnější letopisce (kteří popisovali i Balduinovy skutky) patří muslimové Ibn al-Athír a Ibn al-Qalánisí, vzdělaná byzantská princezna Anna Komnena a samozřejmě také franští kronikáři. Faktem je, že každý významný politický a kulturní proud tažení (Provensálci, Normané, Lotrinčané) měl svého kronikáře, jenž oslavoval činy vůdce té určité skupiny. Balduinovo jméno vyniká v kronice Fulchera z Chartres, účastníka výpravy a jeho kaplana v Edesse a v Jeruzalémě.
| „                     | Když král tento sešel, lid francký těžce zaúpěl. Bylť lidu Svého to štít, veškera síla, pomoc. Zbraň mocná do bojů, nepříteli škůdce a postrach. Vojvoda vlasti ctný, Josue to byl nový. (...) Osmnáct let panoval v království jerusalémském, Náhle tu jest, co bylo,tím aby stal se, co byl. Když bylo šestnáctkrát již Slunce spatřilo Skopce, Balduin jest dokonal, král veliký, slavný. | “ |
| — Fulcher ze Chartres | |   |